# Molare
Molare (piemontiul: Morele, ligur nyelven: Morere) település Olaszországban, Piemont régióban, Alessandria megyében. Lakosainak száma 1978 fő (2023. január 1.).